# Bob Mersereau
Bob Ellis Mersereau (* 1960) ist ein kanadischer Kulturjournalist mit dem Schwerpunkt auf Musik.

## Leben
Seit 1982 berichtet Mersereau als Kolumnist und Kunstjournalist für CBC Television, CBC Radio One und das Telegraph-Journal. Auf CBC Radio One hat er eine wöchentliche Musikkolumne namens Shift und auf der Website CBC Television veröffentlicht er die Kolumne East Coast Music. Daneben publizierte er Artikel in Zeitschriften wie The Coast Magazine und The Globe and Mail.  Sein Schwerpunkt liegt auf der Musik der Ostküste.
Insgesamt veröffentlichte er drei Musikbücher über die kanadische Musikszene: The Top 100 Canadian Albums (2007, 6 Auflagen), The Top 100 Canadian Singles (2010, 4 Auflagen) und The History of Canadian Rock 'n' Roll (2015, 6 Auflagen). Die beiden Top-100-Listen wurden aus über 600 Listen von Musikjournalisten zusammengestellt. Alle drei Werke gelten als wichtige Werke über kanadische Populärmusik, da sie eine Debatte über die kanadische Musikgeschichte anregten. Insbesondere die beiden Listen führten zu Debatten. Kritisiert wurden sie, weil viele Einträge eher ältere Werke umfassten und neuere Musik kaum in den beiden Listen vorkam. Das Buch The History of Canadian Rock ’n’ Roll dagegen umfasst auch kleinere Szenen und unbekannte Künstler.
2014 gewann er den Stompin’ Tom Award Volunteer of the Year der East Coast Music Association.
Derzeit arbeitet Mersereau an einem Buch über den kanadischen Singer-Songwriter Gene MacLellan.

## Werke
- The History of Canadian Rock ’n’ Roll. Milwaukee: Backbeat Books, 2015. ISBN  	9780864925008
- The Top 100 Canadian Albums. Fredericton: Goose Lane 2007. ISBN 9780864925008
- The Top 100 Canadian Singles. Fredericton: Goose Lane 2010. ISBN 9780864925374